# Novi Ligure
Novi Ligure és un municipi italià, situat a la regió del Piemont i a la província d'Alessandria. L'any 2006 tenia 28.370 habitants.